# フィリップ・ガリヴァー
フィリップ・ヒュー・ガリヴァー（英: Philip Hugh Gulliver, 1921年9月2日 - 2018年3月30日）は、カナダの人類学者。アフリカ研究が専門であり、ヨーク大学の名誉教授を務めた。1982年にはカナダ王立協会のフェローに選出された。